# لطمین
لطمین (به عربی: لطمین) یک روستا در سوریه است که در ناحیه کفرزیتا واقع شده‌است. لطمین ۱٬۱۱۳ نفر جمعیت دارد.